# Tatort: Teufel im Leib
Teufel im Leib ist ein Fernsehfilm aus der Fernseh-Kriminalreihe Tatort der ARD und des ORF. Es ist der Titel der 17. Fall von Kriminalhauptkommissar Max Palu, gespielt von Jochen Senf, der auch zusammen mit Regisseur Hans-Christoph Blumenberg das Drehbuch schrieb. Die 579. Tatort-Folge wurde am 14. November 2004 im Ersten erstmals ausgestrahlt. Es geht um den Mord an einer Ärztin und Künstlerin und an einem Gynäkologen sowie um misslungene Schönheits-Operationen.

## Handlung
Dr. Till Pfortner, Schönheitschirurg und Klinikprofessor, sucht die Ärztin und Künstlerin Dr. Barbara Schreiner auf. Er will sich mit ihr aussöhnen, doch sie weist ihn zurück und macht ihm klar, dass ihr Verhältnis beendet ist. Sandra Waller, Tochter des angesehenen Gynäkologen Dr. Alfred Waller, ist nach einem Motorradunfall Schmerzpatientin bei der Schmerztherapeutin Dr. Scholz, in deren Klinik auch Dr. Schreiner arbeitet. Sie wirft Dr. Pfortner einen Kunstfehler bei einer von ihm durchgeführten Brustoperation vor und sieht ihn als den Verursacher ihrer Leiden an. Als sie ihm in der Innenstadt von Saarbrücken begegnet, attackiert sie ihn, was Palu zufällig beobachtet. Am Abend erfährt Sandra Waller vom mit ihr befreundeten Galeristen Alain, dass Dr. Schreiner auf einer Vernissage auch Bilder von ihr ohne ihr Einverständnis ausstellen will. Kurz darauf wird Dr. Schreiner erschossen aufgefunden und Palu ermittelt. Auf einem Foto des Opfers zusammen mit Dr. Pfortner erkennt Palu diesen als Opfer der Attacke wieder, weiß allerdings nicht, wer es ist. Sandra Waller kehrt verspätet in die Klinik zurück und wird von Dr. Scholz ermahnt. Sie erzählt ihm, dass ihr Vater, Dr. Waller, bei ihr gewesen sei, dass sie ihm allerdings nichts erzählt habe. Dr. Waller sucht am nächsten Tag Dr. Pfortner auf und fragt ihn nach seiner Tochter. Er bestätigt ihm, dass er bei seiner Tochter eine Brustvergrößerung vorgenommen habe, die OP sei ohne Komplikationen verlaufen. Sandra Waller dringt unterdessen ins Atelier ein und sucht nach den fraglichen Bildern, um sie zu entwenden, wird aber entdeckt und erfährt dabei, dass Dr. Schreiner tot ist.
Deininger findet unterdessen heraus, dass es sich bei dem Mann auf dem Foto um Dr. Pfortner handelt; in seiner Klinik erfahren die Ermittler zudem, dass Dr. Schreiner früher dort als Anästhesistin gearbeitet hatte. Palu sucht anschließend die Klinik von Dr. Scholz auf; dort erfährt er, dass Dr. Schreiner seit einem halben Jahr bei ihr gearbeitet habe, nachdem sie die Arbeit bei Dr. Pfortner abrupt beendet hatte.
Sandra Waller sucht die Galerie auf und findet Alain dort schwer verletzt. Er wurde niedergeschlagen und zwei Bilder von Dr. Schreiner wurden entwendet. Palu trifft in der Galerie auf Sandra Waller und befragt sie zu den verschwundenen Bildern, doch diese gibt sich ahnungslos. Palu befragt Pfortner zu dem Mordopfer, er gibt zu, mit Barbara Schreiner ein Verhältnis gehabt zu haben. Sandra Waller verfolgt Pfortner mit ihrem Motorrad und provoziert einen Verkehrsunfall, bei dem Pfortner aber nicht verletzt wird. Gegenüber dem zufällig vorbeikommenden Palu spielt er den Vorfall herunter und gibt an, Frau Waller nicht erkannt zu haben.
Palu sucht Dr. Scholz auf, diese verweigert ihm allerdings die Aussage über die Verbindung zwischen Sandra Waller und Pfortner. Palu hat auf einem von Schreiners Bildern eine ehemalige und überraschend jung verstorbene Schönheitskönigin des Saarlandes wiedererkannt und sucht deren Mutter auf. Diese sagt aus, dass die Tochter eine Schönheitsoperation bei Dr. Pfortner vornehmen ließ und dabei an Herzversagen starb. Den Totenschein hatte Dr. Schreiner ausgestellt. Dr. Waller sucht seine Tochter auf und fragt sie, was Pfortner ihr angetan habe. Er hatte Sandra operiert, obwohl sie Motorradrennen fährt. Pfortner hat von den Rennen gewusst und sie trotzdem operiert. Bei einem Rennen sind ihre Brustimplantate geplatzt und sie erlitt schwere Verletzungen, weshalb sie noch immer bei Dr. Scholz behandelt wird. Dr. Waller ist außer sich und möchte dafür sorgen, dass Pfortner die Approbation verliert. Er sucht Dr. Pfortner auf und kündigt diesem an, seine Beweise der Ärztekammer zu übergeben.
Palu macht eine ehemalige Patientin von Pfortner ausfindig, Dr. Schreiner hatte ihr zugesichert, dass die Operation vollkommen risikolos sei, doch die Methode war nicht ausgereift und die Implantate mussten wieder entfernt werden, da sie zu platzen drohten. Sie hatte sich geschämt und deshalb keine Anzeige erstattet. Unterdessen ist ein französischer ehemaliger Schönheitschirurg, der früher mit Pfortner zusammengearbeitet hat und den Dr. Waller tags zuvor aufgesucht hatte, bei einer Gasexplosion ums Leben gekommen. Palu hatte ihn befragen wollen, aber nun ist es zu spät. Palus Lebensgefährtin Margit wird von Palu als Lockvogel instrumentalisiert und lässt sich von Pfortner beraten.
Pfortner unterhält sich mit einem Referenten der Pharmaindustrie und fordert von ihm mehr Geld, um die Medikamente weiter an den Patienten zu testen. Die französische Polizei hat unterdessen bestätigt, dass es sich bei der Gasexplosion auf jeden Fall um einen Unfall gehandelt habe. Deininger sucht Pfortner auf und befragt ihn nach der toten Schönheitskönigin. Der behauptet, dass es eindeutig Herzversagen gewesen sei und weist jede Schuld an dem Tod der jungen Frau empört von sich. Dr. Waller bekommt spät abends Besuch von einer ihm bekannten Person. Als kurz danach seine Tochter zu ihm fährt, um sich mit ihrem Vater auszusprechen, findet sie ihn tot auf. Sie dringt daraufhin in die Villa von Pfortner ein, um ihn zu erschießen, flieht aber, als seine Geliebte hinzukommt. Palu sucht Dr. Scholz auf und befragt sie nach ihrem Kunstinteresse und ihrem Alibi. Sie kann Sandra Waller benennen, weil sie diese nach dem Schock, ihren Vater tot aufgefunden zu haben, behandelt hat. Palu ermahnt Sandra Waller, nichts Unüberlegtes zu tun, da die Schusswaffe ihres Vaters verschwunden ist und er ahnt, dass nur sie die Waffe haben kann. Der Polizeiarzt teilt Palu nach Durchsicht der Unterlagen mit, dass die missglückte Operation bei Sandra Waller Vorsatz war. Dr. Scholz, die eine ehemalige Geliebte von Pfortner war, sucht mit Sandra zusammen Pfortner auf, um ihn umzubringen. Pfortner sagt ihr, dass er ihr die Implantate eingesetzt habe, weil sie keinen perfekten Körper verdient habe. Pfortner hatte mit ihr ins Bett gehen wollen, aber Sandra hatte ihn zurückgewiesen, die ungeeigneten Implantate waren seine Rache.
Palu kommt hinzu und informiert Sandra, dass Dr. Scholz Schreiner und ihren Vater umgebracht habe. Scholz greift die Waffe und erschießt Pfortner, ehe Palu eingreifen kann. Scholz sagt aus, dass Pfortner sie kurz vor der Trennung zu einer Brustvergrößerung überredet hat. Er hat ihr kontaminierte Implantate eingesetzt, weil sie ihn verlassen wollte. Ihre Brüste mussten daher amputiert werden. Dr. Schreiner musste sterben, weil sie auch Bilder von ihrer Verstümmelung ausstellen wollte. Dr. Waller hat sie getötet, weil er hinter ihre Vorgeschichte gekommen war und wegen ihrer Traumatisierung verhindern wollte, dass sie seine Tochter weiterbehandelt. Den französischen Arzt hat sie aber nicht getötet, das muss ein Unfall gewesen sein. Sie hatte Sandra als Mordwerkzeug für die Rache an Pfortner benutzen wollen. Sandra verachtet Scholz und teilt ihr bei der Festnahme mit, dass Pfortner nicht tot ist, sondern in wenigen Wochen wieder auf den Beinen sein wird. Damit müssten sie nun beide leben.

## Hintergrund
Für das Drehbuch ist, wie in den Palu-Tatorten Der Entscheider und Rache-Engel, der Hauptdarsteller Jochen Senf mitverantwortlich. Die Telefilm Saar GmbH produzierte Teufel im Leib im Auftrag des SR und drehte in Luxemburg sowie an mehreren Orten im Saarland, unter anderem in Saarlouis, Mettlach und Saarbrücken.

## Rezeption

### Einschaltquoten
Teufel im Leib erreichte bei seiner Erstausstrahlung am 14. November 2004 insgesamt 7,81 Millionen Zuschauer, was einem Marktanteil von 21,3 Prozent entsprach.